# Juanito Jones
Juanito Jones è un cartone animato prodotto da Cromosoma e Megatrix nel 2001.

## Trama
La trama del cartone animato è incentrata su Juanito, un bambino che, grazie alla sua grande immaginazione, si catapulta nei panni di Indiana Jones da piccolo, finendo in molteplici avventure e riuscendo sempre a cavarsela, anche nelle situazioni di grande pericolo. Juanito utilizza la sua fervida fantasia come via d'uscita dai problemi quotidiani che deve affrontare. Per superare nemici ed ostacoli, il giovane utilizza la sua abilità e la sua intelligenza, talvolta grazie anche all'aiuto dell'amico Ombra.

## Personaggi
- Juanito Jones
- Vanessa Jones
- Ombra
- Mamma
- Papà
- Miranda
- Ernie
- Arcobaleno
- Nonno
- Frank
- Paul

## Mondi immaginari
In ogni episodio Juanito si ritroverà ad avere a che fare con un problema (per esempio: bullismo a scuola, problemi in casa, la scomparsa di Ombra, ecc...) che hanno ripercussioni nel suo mondo fantastico. In tutto nella serie compaiono cinque scenari:
1. Mondo preistorico;
2. Isola misteriosa;
3. Vecchio West;
4. Castello del Re Malvagio;
5. Esploratori dello spazio.

## Episodi
1. Lo Spaccone
2. L'isola Misteriosa delle Pance Dipinte
3. Una Prova Difficile
4. Una Pugnalata alla Schiena
5. Terrore nel Villaggio
6. Il Copricapo del Capo
7. Gli Avventurieri dello Spazio
8. Agli Ordini Capitano Star
9. Il Circo va nel Far West
10. La Scomparsa di Susanna
11. Il Libro delle Magie Nere
12. La Torre Silenziosa
13. La Dea Del Fiume
14. Il Tesoro del Drago
15. Mal di Pancia
16. Un Fantasma in Carne e Ossa
17. Gli Alieni Invasori
18. Prova di Coraggio
19. La Stanza della Paura
20. Il Finto Trapezista
21. Allarme Sul Pianeta Arancio
22. Doppio Guaio
23. Prigioniera nella Torre Blu
24. Polvere di Luna
25. Grande Bugiardo
26. La Freccia Indolore
27. Il Migliore Amico del Campo Estivo
28. Juanito e i Ladri Maldestri
29. Le Pene d'Amore di Juanito
30. Il Doppione di Miranda
31. Il Lato Oscuro di Ombra
32. Il Segreto degli Incubi
33. Furti Misteriosi
34. La Liberazione di Piccola Pancia
35. Una Festa Piena di Sorprese
36. Incantesimo
37. Un Amico a Quattro Zampe
38. Amici Inseparabili
39. Ciao Amico Mio, Ciao
40. Le Grandi Nuvole Nere
41. Dopo la Tempesta
42. Una Visita Inaspettata
43. Enigma Sul Pianeta
44. Una Piccola Speranza
45. Una Situazione Delicata
46. La Decisione di Carmela
47. La Lunga Attesa
48. Miranda, Sono Qui!
49. Un Personaggio molto Spiacevole
50. Intrappolati nel Castello
51. Un Dramma Domestico
52. La Grande Vittoria